# Lachaussée
Pour les articles homonymes, voir La Chaussée.
 (mai 2016).
Si vous disposez d'ouvrages ou d'articles de référence ou si vous connaissez des sites web de qualité traitant du thème abordé ici, merci de compléter l'article en donnant les références utiles à sa vérifiabilité et en les liant à la section « Notes et références ».
Lachaussée est une commune française située dans le département de la Meuse, en région Grand Est.

## Géographie

### Situation
La commune fait partie du parc naturel régional de Lorraine.
Géodésiquement, le territoire de Lachaussée est situé dans la plaine de la Woëvre, à l'est des côtes de Meuse à hauteur à vol d'oiseau d'Hattonchâtel. Il est situé sur la ligne-frontière entre Meuse et Meurthe-et-Moselle.

#### Communes limitrophes
| Jonville-en-Woëvre | Xonville   | Xonville   |
| Jonville-en-Woëvre | Lachaussée | Xonville   |
|                    | Dampvitoux | Dampvitoux |

### Hydrographie

#### Réseau hydrographique
La commune est dans le bassin versant du Rhin au sein du bassin Rhin-Meuse. Elle est drainée par l'Yron, le ruisseau des Parrois, le ruisseau des Paquis, le ruisseau d'Hattonville, le ruisseau de l'Étang de Minuit, le ruisseau du Neuf Étang, le ruisseau de l'Étang de Parfond Rupt et le ruisseau de Xonville,.
L'Yron, d'une longueur de 37 km, prend sa source dans la commune de Vigneulles-lès-Hattonchâtel et se jette dans l'Orne à Conflans-en-Jarnisy, après avoir traversé dix communes dont Sponville, Latour-en-Woëvre, Hannonville-Suzémont et Ville-sur-Yron. Au passage de Lachaussée elle se gonfle des eaux de déversoir et de l'émissaire de l'étang.
Le ruisseau des Parrois, d'une longueur de 14 km, prend sa source dans la commune de Vigneulles-lès-Hattonchâtel et se jette dans l'Yron à Latour-en-Woëvre, après avoir traversé cinq communes. 
Le ruisseau des Paquis, d'une longueur de 10 km, prend sa source dans la commune de Vigneulles-lès-Hattonchâtel et se jette dans le ruisseau des Parrois à Jonville-en-Woëvre, après avoir traversé cinq communes. 

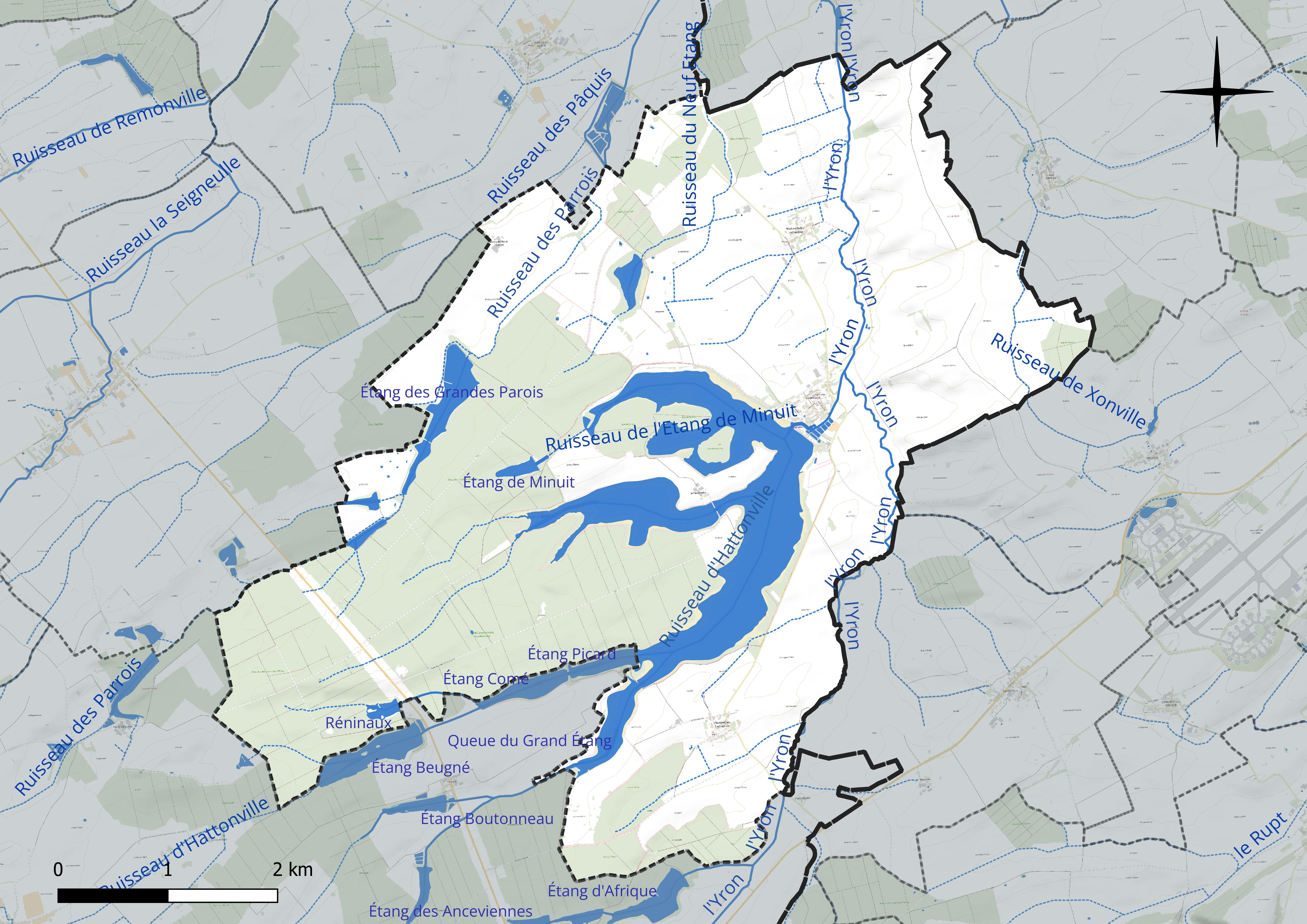
Réseau hydrographique de Lachaussée.

Six plans d'eau complètent le réseau hydrographique : l'étang de Chaudotte (6,7 ha), l'étang de le Lachaussée (232,1 ha), l'étang de Minuit (3,5 ha), l'étang des Grandes Parois (21,5 ha), Queue du Grand étang (17 ha) et Réninaux (3,5 ha),. L'étang a été créé sur des marais. Le bourg s'étend au sud-est de son étang.

#### Gestion et qualité des eaux
Le territoire communal est couvert par le schéma d'aménagement et de gestion des eaux (SAGE) « Bassin ferrifère ». Ce document de planification concerne le périmètre des anciennes galeries des mines de fer, des aquifères et des bassins versants hydrographiques associés qui s’étend sur 2 418 km2. Les bassins versants concernés sont celui de la Chiers en amont de la confluence avec l'Othain, et ses affluents (la Crusnes, la Pienne, l'Othain), celui de l'Orne et ses affluents et celui de la Fensch, le Veymerange, la Kiesel et les parties françaises du bassin versant de l'Alzette et de ses affluents (Kaylbach, ruisseau de Volmerange). Il a été approuvé le 27 mars 2015. La structure porteuse de l'élaboration et de la mise en œuvre est la région Grand Est. 
La qualité des cours d’eau peut être consultée sur un site dédié géré par les agences de l’eau et l’Agence française pour la biodiversité.

### Climat
Pour des articles plus généraux, voir Climat du Grand Est et Climat de la Meuse.
En 2010, le climat de la commune est de type climat des marges montargnardes, selon une étude du Centre national de la recherche scientifique s'appuyant sur une série de données couvrant la période 1971-2000. En 2020, Météo-France publie une typologie des climats de la France métropolitaine dans laquelle la commune est dans une zone de transition entre le climat océanique altéré et le climat océanique altéré et est dans la région climatique  Lorraine, plateau de Langres, Morvan, caractérisée par un hiver rude (1,5 °C), des vents modérés et des brouillards fréquents en automne et hiver. 
Pour la période 1971-2000, la température annuelle moyenne est de 9,6 °C, avec une amplitude thermique annuelle de 16,6 °C. Le cumul annuel moyen de précipitations est de 816 mm, avec 12,5 jours de précipitations en janvier et 9,2 jours en juillet. Pour la période 1991-2020, la température moyenne annuelle observée sur la station météorologique de Météo-France la plus proche, « Nonsard », sur la commune de Nonsard-Lamarche à 12 km à vol d'oiseau, est de 10,7 °C et le cumul annuel moyen de précipitations est de 690,8 mm. 
La température maximale relevée sur cette station est de 40,1 °C, atteinte le 25 juillet 2019 ; la température minimale est de −17 °C, atteinte le 1er mars 2005,,. 
Les paramètres climatiques de la commune ont été estimés pour le milieu du siècle (2041-2070) selon différents scénarios d'émission de gaz à effet de serre à partir des nouvelles projections climatiques de référence DRIAS-2020. Ils sont consultables sur un site dédié publié par Météo-France en novembre 2022.

## Urbanisme

### Typologie
Au 1er janvier 2024, Lachaussée est catégorisée commune rurale à habitat dispersé, selon la nouvelle grille communale de densité à sept niveaux définie par l'Insee en 2022.
Elle est située hors unité urbaine et hors attraction des villes,.

### Occupation des sols
L'occupation des sols de la commune, telle qu'elle ressort de la base de données européenne d’occupation biophysique des sols Corine Land Cover (CLC), est marquée par l'importance des territoires agricoles (52,4 % en 2018), une proportion identique à celle de 1990 (52,4 %). La répartition détaillée en 2018 est la suivante : 
forêts (34,9 %), terres arables (28,1 %), prairies (24,3 %), eaux continentales (10,9 %), zones urbanisées (0,9 %), zones humides intérieures (0,8 %), milieux à végétation arbustive et/ou herbacée (0,1 %). L'évolution de l’occupation des sols de la commune et de ses infrastructures peut être observée sur les différentes représentations cartographiques du territoire : la carte de Cassini (XVIIIe siècle), la carte d'état-major (1820-1866) et les cartes ou photos aériennes de l'IGN pour la période actuelle (1950 à aujourd'hui).

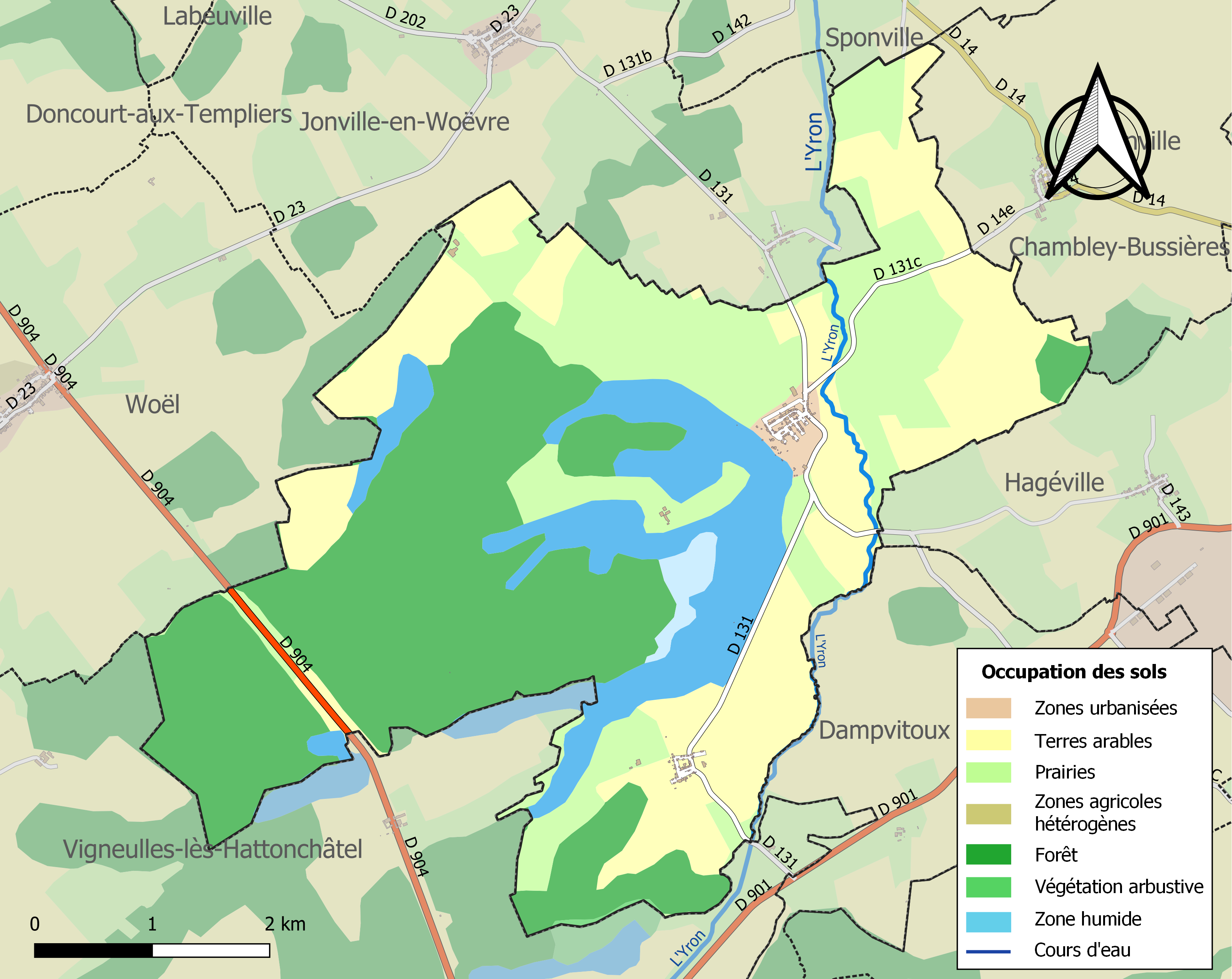
Carte des infrastructures et de l'occupation des sols de la commune en 2018 (CLC).

## Toponymie

### Attestations anciennes
La graphie La Chaulcie a été utilisée (1330, circa 1335-1350, 1377 et 1399). Autres graphies : Lachaulcie (1321) ; La Chaulcie (1330, 1377, 1399) ; La Chaulciee (1342) ; Lachaulcie (XIVe siècle) ; La Chaussié (1399) ; La Chaulcée (1571) ; Calciata (1580) ; Lachaucée (circa 1599) ; Calcia (1642) ; La Chaussée (1656, 1700, 1749) ; La Chaussé (1793).
Une graphie latine semble d'une attestation antérieure à la création du bourg en 1277, ce qui est bien curieux et mériterait un approfondissement : Calceia, 1132 (cart. de Gorze, p. 211). D'autant que cela ne correspond guère aux noms des villages détruits que l'on a retenus.

### Étymologie
Le mot Lachaussée a pour sens « ville qui a été bâtie sur une chaussée », à savoir ici celle d'un étang. Autrement dit la jetée de terre qui retient un étang artificiel. Donc aucun lien avec une voie romaine.
Ses habitants sont appelés les Lacucéens et les Lacucéennes.

## Histoire
- Si vous ne connaissez pas le sujet, laissez ce bandeau (vous pouvez alors contacter les auteurs).
- Si vous supprimez le contenu mis en cause (vous pouvez préalablement contacter les auteurs),

argumentez précisément cette suppression dans la page de discussion
(un manque de référence n'est pas un argument ; une recherche réelle de référence doit avoir été effectuée, être formellement documentée).

### Jusqu'à la fondation
Une question reste posée : le territoire de Lachaussée a-t-il été un lieu d'implantation humain à la même époque que Saint-Julien-les-Gorze ? À son est et à son nord-est, il est certain que des collines assez marquées existent.
Les terres de Lachaussée avant la création de l'étang et du village appartiennent pour ce qui est de la partie étang à l'abbaye de Saint-Benoît-en-Woëvre (fondée en 1142) et de la partie village à l'abbaye de Gorze (fondée en 749). La titularité de la partie terres à cultiver et bois est à déterminer, d'autant plus qu'un procès a failli avoir lieu à ce sujet à l'époque de 1273. Idem pour ce qui est des villages détruits.
L'abbaye de Saint-Benoît décide de transformer ce qui était une contrée de marais en un étang piscicole. Et l'abbaye de Gorze, elle, a décidé de se défaire de sa partie de territoire dans la contrée par la vente. Il serait intéressant de savoir à qui appartenait ces terres avant l'abbaye de Saint-Benoît et depuis quand l'abbaye en est entrée en possession. Faut-il penser au seigneur d'Hattonchâtel, doté d'une forteresse créée par l'évêque Hatton (de Verdun) en 860 ? Ces terres avaient-elles été vierges d'implantations ou de plantations ou de chemins auparavant ? Mêmes questions du côté de l'abbaye de Gorze. Il serait également intéressant de savoir si Jaulny a été propriétaire ou candidat-propriétaire à une certaine époque antérieure à la création de l'étang et du village. Ce qui est probable est que ce territoire a été piétiné par quelques envahisseurs lors de leurs combats face à Gorze et Jaulny : les Normands au VIIIe siècle, les Hongrois au IXe.
Sous l'égide du comte Thiébaut II de Bar (et de Mousson) (1221-1291), qui intervenait là à la limite de ses terres dans le cadre d'un achat à l'abbaye de Gorze, Lachaussée a pris le relais juridique de Francheville (près de Rouvroy) ou encore Francheville-lès-Rouvroy (fondée, elle, d'abord, en 1249) une fois que l'étang fut créé en 1273 et que la ville fut fondée en 1277. Francheville est devenue alors Francheville-lès-Lachaussée. Francheville est aujourd'hui un lieu-dit situé au nord-est de l'étang et correspond à une ferme La Francheville ; pour autant est-ce le vestige de Francheville ? Certains le pensent[Qui ?].
Rouvroy (ou Rovroy) est un village qui a disparu vers 1342 ou 1278.
Et où était située Rouvroy ? Ce lieu planté de chênes a-t-il encore des vestiges supérieurs, les chênes ? Ou a-t-il perdu ses chênes dès cette époque ? Est-il un village englouti sous les eaux de l'étang ? C'est à préciser. On estime que les bois de Rouvroy (ou de Rouvrois) et ses pierres taillées sont les derniers vestiges de Rouvroy.
Il est à noter que le bourg de Fresnes-en-Woëvre n'est pas situé très loin à vol d'oiseau (moins de 19 km) au nord-ouest ; il ne s'agit pas de voir Rouvroy dans Fresnes, mais plutôt d'envisager une fondation dans les mêmes temps. L'emplacement n'est peut-être pas très éloigné de Lachaussée si l'on compare avec une autre situation gérée par le même comte de Bar en 1263, donc un peu plus tôt : sur son ordre, le village de Tirey (dont il ne reste plus aujourd'hui que le nom d'un lieu-dit la Vitrée fouillé à partir de 1980 par M. Cuvelier (sortie nord de PAM)) est abandonné au profit de la ville nouvelle qu'est Pont-à-Mousson.
L'aménagement de l’étang semble avoir fait disparaître à partir de 1278 non seulement peut-être tout de suite (il y a débat) Rouvroy, mais aussi surtout les villages de Bouzainville et Cholley, puis plus tard Francheville.
Son nom a d'abord été Francheville de la Chaussée, puis La Chaussée en deux mots.
Une autre question est de savoir ce qui a inspiré à Thiébaut II la volonté de créer un étang. La réponse se trouve-t-elle plus à l'est du côté de l'étang de Lindre remis en lumière en 1263 et probablement créé dès le IXe siècle par des moines bénédictins de Vergaville (abbaye fondée en 966) ? Car son implantation permit aussi un assainissement des sols et l'approvisionnement en poissons des bourgs environnants. Thiébaut savait certainement que la ville de Metz, où siégeait un concurrent pour l'extension territoriale, était arrosée par la Seille qui prenait sa source en ce fameux étang.

### À partir de la fondation
Lachaussee, d'abord lorraine, devint française. Elle a été le chef-lieu d'une prévôté du duché de Bar (le comté de Bar devient duché le 3 juin 1354) à partir du XIIIe siècle, prévôté qui était englobée dans le bailliage de Saint-Mihiel, dans le Barrois non mouvant, appelé également Barrois comtal, c'est-à-dire sur la rive est de la Meuse.
Le ressort de cette prévôté s'est étendu notamment sur Jaulny et Thiaucourt ; c'est dire son importance à l'époque, si l'on compare avec la Préhistoire (connue) ou avec l'Histoire moderne.
La prévôté de La Chaussée comprenait (anciennes graphies) : La Chaussée. Thiaucourt. Haudonville. Labeufville. Besney. Xames. Pannes. Solmont. Dompmartin. Ham. Jonvelle. Dompmartin-la-Montagne. Puixieux. Charée. Handeville-au-Passage. Hamonville-sous-les-Côtes. Ballilly. Thillot-Saint-Morize
En 1277, Dompmartin-de-la-Chaulcie relevait de la baronnie d'Apremont et pas encore de la prévôté de Lachaussée.
En 1504, la terre de Jaulny qui relevait de la Châtellenie lorraine de Prény passe sous l’administration barroise de la prévôté de Lachaussée.
Ensuite l'influence de Thiaucourt se fait véritablement sentir pour déposséder progressivement Lachaussée de ses administrations ; la présence de vignes n'est certainement pas étrangère à la préférence donnée à Thiaucourt. Les mentalités changent probablement : le poisson de Lachaussée est associé aux temps de l'abstinence ; la vigne, elle, est loin de renvoyer aux deux espèces, car elle n'est certainement pas cultivée pour remplir les calices des prêtres officiants du secteur.
Par lettres patentes du 10 décembre 1580, le duc Charles III émancipa les bourgeois de Thiaucourt de la prévôté de Lachaussée en attribuant au maire du lieu la juridiction en première instance sous réserve d’appel au bailliage de Saint-Mihiel.
Dans ses lettres patentes du 1er juillet 1660, Charles IV confirma la création d’un bailliage à Pont-à-Mousson, en augmentant son ressort notamment de la prévôté de Lachaussée et de la mairie de Thiaucourt.
C’est en 1669 que le siège de la prévôté de Lachaussée fut définitivement transférée à Thiaucourt. Et l’édit ducal du 31 août 1698 attribua au bailliage de Pont-à-Mousson la prévôté de Thiaucourt, qui avait intégré Lachaussée. Enfin, l’édit de juin 1751 érigea, en en privant le bailliage de Pont-à-Mousson, la prévôté de Thiaucourt en bailliage constitué de tout ou partie des anciennes juridictions de Thiaucourt (dont Lachaussée), Apremont, Pagny-sur-Moselle, Mandres-aux-Quatre-Tours et Bouconville. (www.archives.cg54.fr/Guide/B.htm)
Lachaussée a aussi été (à la même époque que la prévôté) une châtellenie qui comprenait (vieilles graphies) : Frioville. La Tour-en-Voivre. Le ban de Suzemont. Doncourt-aux-Templiers. Rembercourt-sur-Maid. La Cour de Doulaumont.

#### Actes administratifs la concernant
Est signée le 27 octobre 1463 une convention passée entre le roi René, en tant que duc de Bar, l'évêque de Verdun et Guillaume de Haraucourt qui cherchait et exploitait les mines de toute nature entre les prévôtés barroises de Saint-Mihiel, Trognon, La Chaussée et Etain, et les prévôtés verdunoises de Charny, Mangiennes, Fresnes-en-Woëvre et Hattonchâtel.

#### Lachaussée, lieu de foire
Lachaussée est un lieu de foire. Mais il est l'objet d'une demande de transfert au profit de Thiaucourt en 1462.

#### Les frontières des terres, du village, de la châtellenie et de la prévôté
Les terres où se situera puis où se situe le village sont encadrées à l'ouest par celles de l'abbaye de Saint-Benoît-en Woëvre et à l'est par celles de L'abbaye de Gorze. Au sud-ouest, il y a Thiaucourt, et plein sud-ouest Hattonchâtel et au-delà Saint-Mihiel ; au sud il y a Jaulny et Rembercourt ; au sud-est il y a la vallée du Rupt-de-Mad avec à l'est Arnaville. Au nord-ouest Etain. Au nord-est il y a Chambley ; Mars-La-Tour ; Conflans-en-Jarnisy. Plein nord-est, il y a Metz.

#### Les temps administratifs en France
En 1766, à la mort du duc de Lorraine et de Bar, Stanislas Leszczynski, Lachaussée est rattachée à la France.
Pour la convocation aux états généraux de 1789, le bailliage de Thiaucourt (qui comprend Lachaussée) est placé sous l'égide du bailliage de Bar-le-Duc. Il est représenté par douze députés titulaires et cinq suppléants. Seul un député-électeur suppléant de la noblesse est issu du bailliage de Thiaucourt (englobant Lachaussée) : Malartic (Jean-Vincent-Anne, comte de), seigneur de Rembercourt, lieutenant du roi des ville et citadelle de Nancy, chevalier de Saint-Louis, député électeur du bailliage de Thiaucourt.

#### Les temps administratifs généraux depuis la fondation
Le château
L'édification d'un château à cet endroit aux marches des évêchés de Verdun et de Metz et aux confins du duché de Bar était logique en ces périodes où il était important de se protéger des conquérants de territoires par les forces armées, alors même que les transactions de possessions avaient lieu normalement pacifiquement devant tabellions.
L'existence du château est attestée par une mention en 1287 dans la chronique de Philippe de Vigneulles pour avoir subi un siège de la part de l’évêque de Metz Bouchard d'Avesnes. Peut-être que le début de ses travaux a été concomitant avec l'aménagement du plan d'eau de l'étang en 1278.
En juin-juillet 1358, les délégués du duc de Bar firent exécuter tous les ouvrages qu'exigeaient l'état de la place et de son artillerie. Me Thomas d'Euzevin y construisit un haut beffroi à deux paires de bastilles. On garnit de murs en pierre les batailles de fûts établis au château ; on acheta à Thierret Lefewre 900 fers de quarrels. Un artilleur nommé Jean de Gehainville (Joinville) fournit des fers de quarrels, des cordes et des nœuds d'arbalètes.
Pour ce qui est de la forme du château, une question peut surgir de la part d'un néophyte : englobe-t-il tout le village, une partie du village ou est-il situé à côté ? Un testament du 14 août 1603 du curé d'Hagéville Mengin-Chavais mentionne une petite maison bâtie au château de Lachaussée. Faut-il lire au au sens de auprès de ? Faut-il lire château de Lachaussée comme équivalent de Lachaussée ? Autant de petites questions que doivent résoudre les historiens quand ils cherchent à décrire le passé. Les textes utilisent aussi l'expression forteresse de Lachaussée, sans que l'on puisse en tirer une conclusion sur son étendue.
On sait que le bourg est lui-même fortifié. Ce qui est certain est que vers 1580, les bourgeois de Thiaucourt sont exemptés de la garde du château de Lachaussée.
Que reste-t-il aujourd'hui du château ? Il semble qu'il reste la marque des fossés qui englobaient le village, par exemple du côté dit de derrière la ville. Était-il adossé à l'étang, là où siège l'ex-résidence des De Wendel et où l'on ramenait les filets de pêche ?
Une tour du château était située au niveau de l’église actuelle.
L'abbaye
Les textes mentionnent une abbaye. Ce qu'il convient de déterminer, c'est d'abord si cette expression ne renvoie pas à l'abbaye dont dépendait Lachaussée.
Chapelle
Des archives mentionnent une chapelle Saint-Christophe en 1749. Quelle est sa situation géographique ? C'est à rechercher, car on en cite une à Hadonville. Le chapelain se nomme Pierre Thiry.
La paroisse dépend de l’évêché de Metz en cette année 1749.

#### Les temps de guerre à partir de la fondation
Au XIIe siècle, la région a connu la guerre entre les Barrois et les Lorrains. Une des victimes de la prévôté de Lachaussée fut notamment par raid la proche Prény.
Lachaussée a souvent guerroyé contre Hattonchâtel qui releva de l'évêque de Verdun jusqu'en 1546 pour passer au Duc de Lorraine.
Lachaussée fut occupée le 14 juin 1358 par une garnison que la comtesse Iolande De Bar fit venir d’Étain, pour mettre la forteresse à l'abri d'une surprise de la part de l'évêque de Metz. Le duc de Bar confia, six jours plus tard, la défense de Lachaussée à Jean De La Tour, qui s'y établit le 20 avec un corps de troupes auquel se joignirent les hommes d'armes de la prévôté et Jean De Marley, avec un renfort suffisant pour mettre la place en l'état de résister aux forces de l'évêque de Verdun et du duché de Lorraine. Elle resta ainsi occupée jusqu'au 11 juillet.
Au XIIIe siècle, des pillards passent dans la région dans le cadre de cette même guerre ; ce sont des aventuriers bretons menés par l'archiprêtre, Arnauld de Servole. En 1370 et 1383, le bourg est incendié et les habitants sont exemptés d'impôts.
Au XIVe siècle, ce sont les Bourguignons qui se font connaître de la région pour leurs massacres. Au XVIe siècle sévit en Lorraine la guerre de Trente Ans. La région d'Hattonchâtel est directement concernée en janvier 1641. Le village aurait-il été touché en ces occasions, au moins en accueillant des réfugiés ou en craignant le pire ?
Au XIXe siècle, après la guerre de 1870, Lachaussée accueille des réfugiés d'Alsace-Moselle.
Au XXe siècle, lors de la Première Guerre mondiale, la 56e division d'infanterie est positionnée du 17 au 26 août 1914 en couverture dans la région de Brainville-en-Woëvre Sponville Lachaussée face à Metz. Le 66e Bataillon de Chasseurs à Pied est présent sur Dampvitoux Lachaussée en 1914. Le 276e de ligne 19e Compagnie, 5e Bataillon dirigé par le capitaine Guérin avec comme adjoint le lieutenant Charles Péguy, le poète et écrivain, venant de Béney, suit le trajet Saint-Benoît-en-Woëvre, Haumont, Lachaussée, Hadonville, Jonville le 25 août, en 1re ligne. Ce jour-là, Charles Péguy et ses hommes peuvent voir Mars-la-Tour qui brûle ; puis, le 26 août, les projecteurs de Metz à la recherche d'avions ou de dirigeables dans le ciel. En 1917, l'église de Lachaussée a accueilli un hôpital de campagne allemand
En 1941, certaines familles issues de Moselle viennent s'installer au village pour ne pas avoir à renoncer à leur qualité de Français. Des réfugiés issus du Nord de l'Europe seront conduits là du fait des hasards et des horreurs de la Deuxième Guerre mondiale.

#### Les temps de paix (de 1945 à nos jours)
Le territoire de Lachaussée s'est étendu le 1er janvier 1973 par la fusion-association avec les territoires des communes de Haumont-lès-Lachaussée (55238) et de Hadonville-lès-Lachaussée (55223) par arrêté préfectoral du 21 novembre 1972. Depuis cette date, le territoire compte trois églises, trois villages et trois cimetières. C'est dire le caractère artificiel de cette fusion-absorption.

#### Administration incarnée à partir de la fondation

##### Les prévôts de La Chaussée
Ils furent successivement :
- 1335 : Willermet.
- 1356 : Ogier d'Arency.
- 1363 : Alardin.
- 1380 : Estelin du Pont.
- 1418 : Jean de Ville.
- 1427 : Hollion de Mairis, écuyyer.
- 1464 : Jean Guiart.
- 1493 : Bastien de Failly.
- 1498 : Jean de Doncourt.
- 1508 : Jacques de Guermanges.
- 1518 : Noble homme Pierre Milet.
- 1548 : Noble homme Jean Clouet.
- 1589 : Charles Lescuyer, écuyer.
- 1627 : Claude Lescuyer, sieur de Manheulles.
- 1661 : Mathieu Rosselanges.

##### Les chargés de la gestion de la prévôté
- Vers 1684, Théodore Pinguet de Suzémont[Qui ?].

##### Les activités de la prévôté
En 1429, condamnation des habitants de Haumont à 6 fr d'amende pour homicide d'un enfant de la part du troupeau du village.
- Année 1429 : Condamnation de la femme Émon, de Bouillonville, pour, étant en pèlerinage à Saint-Pion-sous-Mousson, couchée dans la chapelle avec d'autres, s'être laissé choir sur un homme qui en mourut trois jours après, 10 fr.
- Année 1429 : Condamnation à 60 sous d'amende de Richer, de Bouvron, demeurant à Thiaucourt, pour avoir follement jeté son gage (provocation en duel) contre Jean Huon, dudit lieu. Idem à l'égard de Collignon le Fournier, de Panne, pour, en devisant et causant, avoir jeté son gage de bataille à rencontre de Didier, doyen de La Chaussée, et incontinent le releva, et icelui gage repris et relevé de soi-même.

En 1438, une dispute s'étant élevée entre Michel Patelot et Vautrin Godart, tous deux de Hannonville-au-Passage, Patelot lui dit qu'il avait menti et lui jeta son gage en disant qu'il le combattrait ; à quoi Godart répondit « que ne se combat qui ne veut et qu'il ne se combattrait pas, que c'était un chien enragé. » Non seulement le provocateur fut condamné pour folle provocation, mais tous deux encore pour injures réciproques.
Au XIVe siècle, Jean Nouel, de Labeuville, accusé d'avoir violé une fille, est condamné à 60 sous d'amende, le cas n'étant pas dûment prouvé et seulement par manière de composition.
En 1521 Simon de Jaulny s'en prend à l'échevin ducal : Jehan le Trey. Le prévôt de Lachaussée le fait convoquer devant le duc (cf. minutes de l'enquête ducale et déclaration des témoins comme de l'accusé qui finit sa vie à l’abbaye prémontrée de Sainte-Marie-aux-Bois).
En 1585-1586 eurent lieu dans la prévôté des procès en sorcellerie : 4 et 1 seule exécution. Idem en 1628 contre François Thirion; en 1629 contre Adeline, femme de François Thirion; en 1631 contre Gergonne Dupont.
Le village comporte encore aujourd'hui les vestiges d'un pilori.

##### Les auxiliaires de Justice
Pour ce qui est des accusateurs publics, il semble que Lachaussée (ou La Chaussée) ait eu droit à un substitut du procureur général au bailliage de Saint-Mihiel :
- Gauchier Bruillon circa 1420 (substitut de Colin Paste) qui n'avait comme appointements que 10 francs par an.

Pour ce qui est des bourreaux, circa 1523, Jean de Nancy.

##### Police, maréchaussée et gens d'armes
- Les sergents : circa 1521 : Érard le Dart.

##### Les Notaires
Études de Lachaussée-Thiaucourt : 
- Ragot circa 1668 à 1699
- J. Robert l'aîné circa 1667 à 1688.

##### Les hommes d'Église
Les curés :
- avant 1300 : abbé Bertrand (Jean Denaix, Chartes des cisterciens de Saint-Benoît-en-Woëvre: des origines à 1300, 1959)
- circa 1439 : messire Jacques
- circa 1820 : abbé Georges
- circ 1960 -1980 : abbé Emile Heil (15 février 1921-17 janvier 2010)

## Politique et administration

### Les maires depuis la fin de la féodalité
| Période                                  | Période   | Identité           | Étiquette | Qualité                      |
| ---------------------------------------- | --------- | ------------------ | --------- | ---------------------------- |
| Les données manquantes sont à compléter. |           |                    |           |                              |
| 1959 ?                                   | mars 1980 | Louis Henriot      |           |                              |
| mars 1980                                | mars 2014 | Gérard Peltre      |           | Gérant de société            |
| mars 2014                                | 2015      | Edith Peltre       |           | Démission en cours de mandat |
| 20 juin 2015                             | mai 2020  | Nathalie Monchieri |           |                              |
| mai 2020                                 | En cours  | Didier Kopocz      |           | Artisan                      |

## Population et société

### Démographie

#### Évolution démographique
L'évolution du nombre d'habitants est connue à travers les recensements de la population effectués dans la commune depuis 1793. Pour les communes de moins de 10 000 habitants, une enquête de recensement portant sur toute la population est réalisée tous les cinq ans, les populations de référence des années intermédiaires étant quant à elles estimées par interpolation ou extrapolation. Pour la commune, le premier recensement exhaustif entrant dans le cadre du nouveau dispositif a été réalisé en 2004.

En 2022, la commune comptait 280 habitants, en évolution de +3,7 % par rapport à 2016 (Meuse : −4,4 %, France hors Mayotte : +2,11 %).
| 1793 | 1800 | 1806 | 1821 | 1831 | 1836 | 1841 | 1846 | 1851 |
| ---- | ---- | ---- | ---- | ---- | ---- | ---- | ---- | ---- |
| 506  | 499  | 505  | 537  | 604  | 616  | 626  | 611  | 609  |

| 1856 | 1861 | 1866 | 1872 | 1876 | 1881 | 1886 | 1891 | 1896 |
| ---- | ---- | ---- | ---- | ---- | ---- | ---- | ---- | ---- |
| 562  | 567  | 557  | 559  | 523  | 482  | 445  | 420  | 395  |

| 1901 | 1906 | 1911 | 1921 | 1926 | 1931 | 1936 | 1946 | 1954 |
| ---- | ---- | ---- | ---- | ---- | ---- | ---- | ---- | ---- |
| 375  | 359  | 314  | 217  | 189  | 178  | 161  | 143  | 159  |

| 1962 | 1968 | 1975 | 1982 | 1990 | 1999 | 2004 | 2006 | 2009 |
| ---- | ---- | ---- | ---- | ---- | ---- | ---- | ---- | ---- |
| 137  | 117  | 170  | 161  | 219  | 256  | 251  | 236  | 262  |

| 2014 | 2019 | 2022 | - | - | - | - | - | - |
| ---- | ---- | ---- | - | - | - | - | - | - |
| 270  | 272  | 280  | - | - | - | - | - | - |

En 1349, une épidémie de peste noire sévit à Metz. S'est-elle étendue jusqu'à Lachaussée ?

## Culture locale et patrimoine

### Lieux et monuments
- L'église Saint-Nicolas à Lachaussée, reconstruite en 1930.
- L'église Sainte-Anne à Haumont-lès-Lachaussée, reconstruite en 1929.
- L'église Saint-Léger à Hadonville-lès-Lachaussée XVIe siècle.
- La chapelle sépulcrale à Hadonville-lès-Lachaussée.
- L'oratoire à la Vierge Marie à Hadonville-lès-Lachaussée.

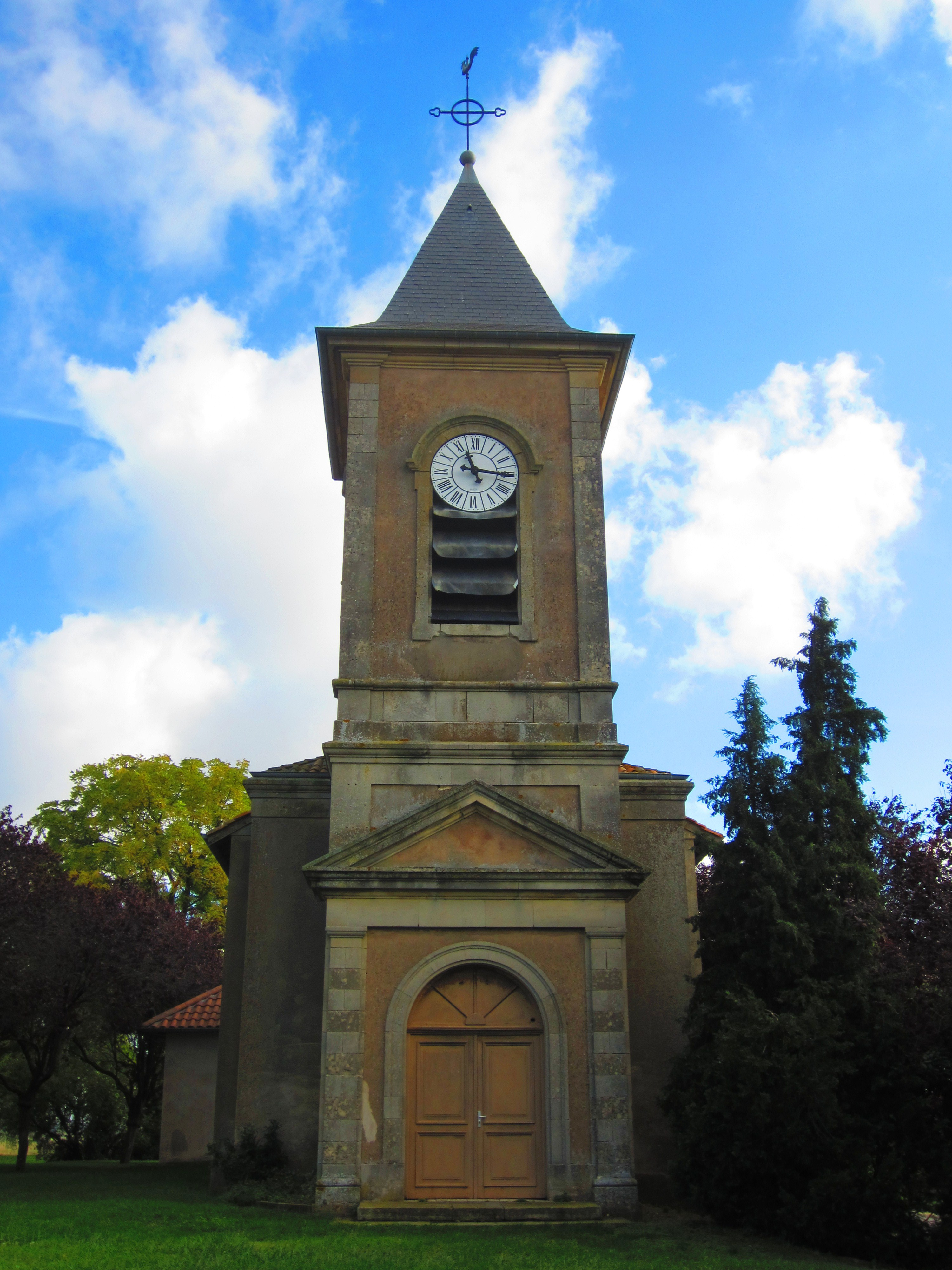
Église Sainte-Anne à Haumont-lès-Lachaussée.
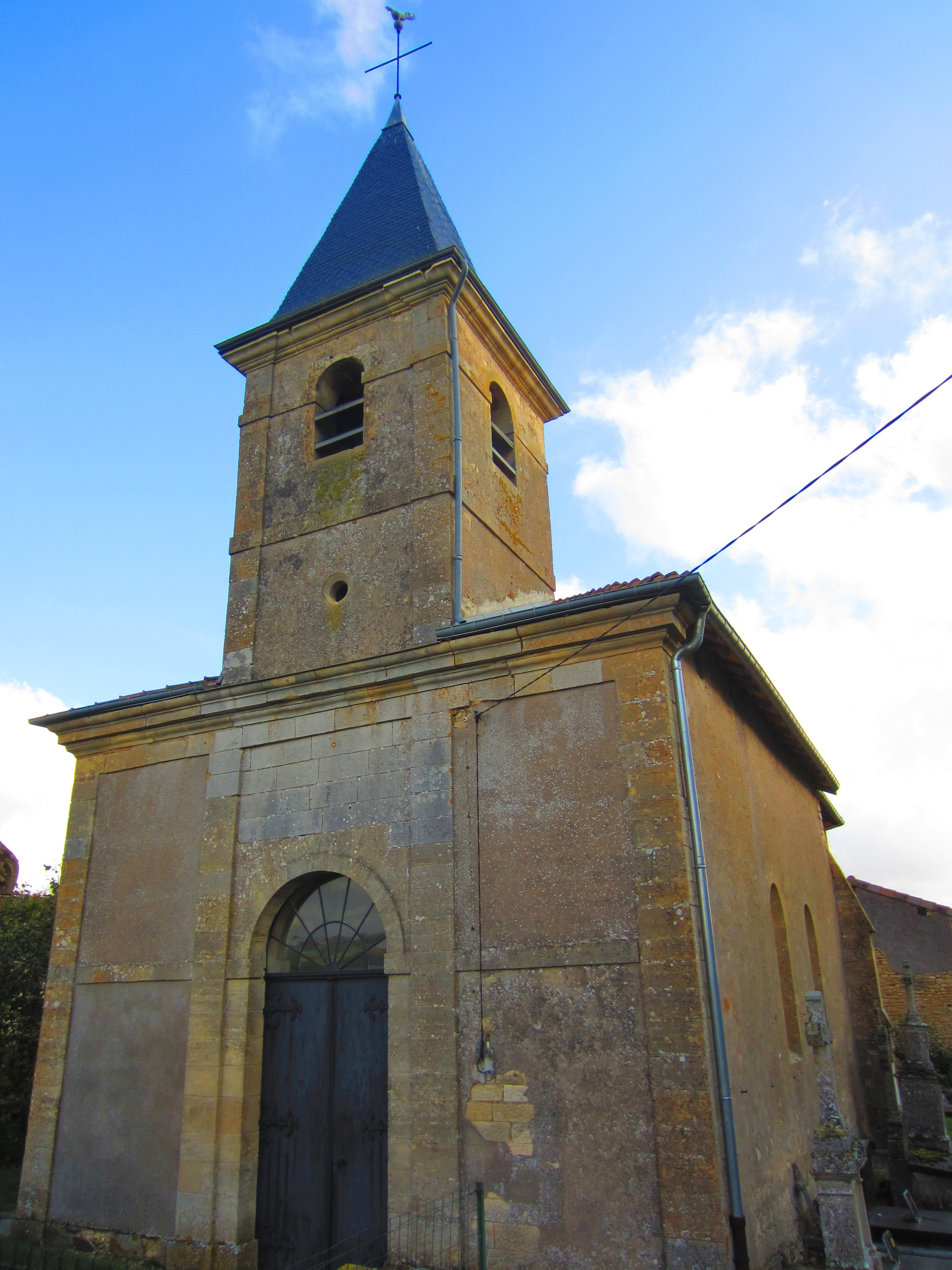
Église Saint-Léger à Hadonville-lès-Lachaussée.
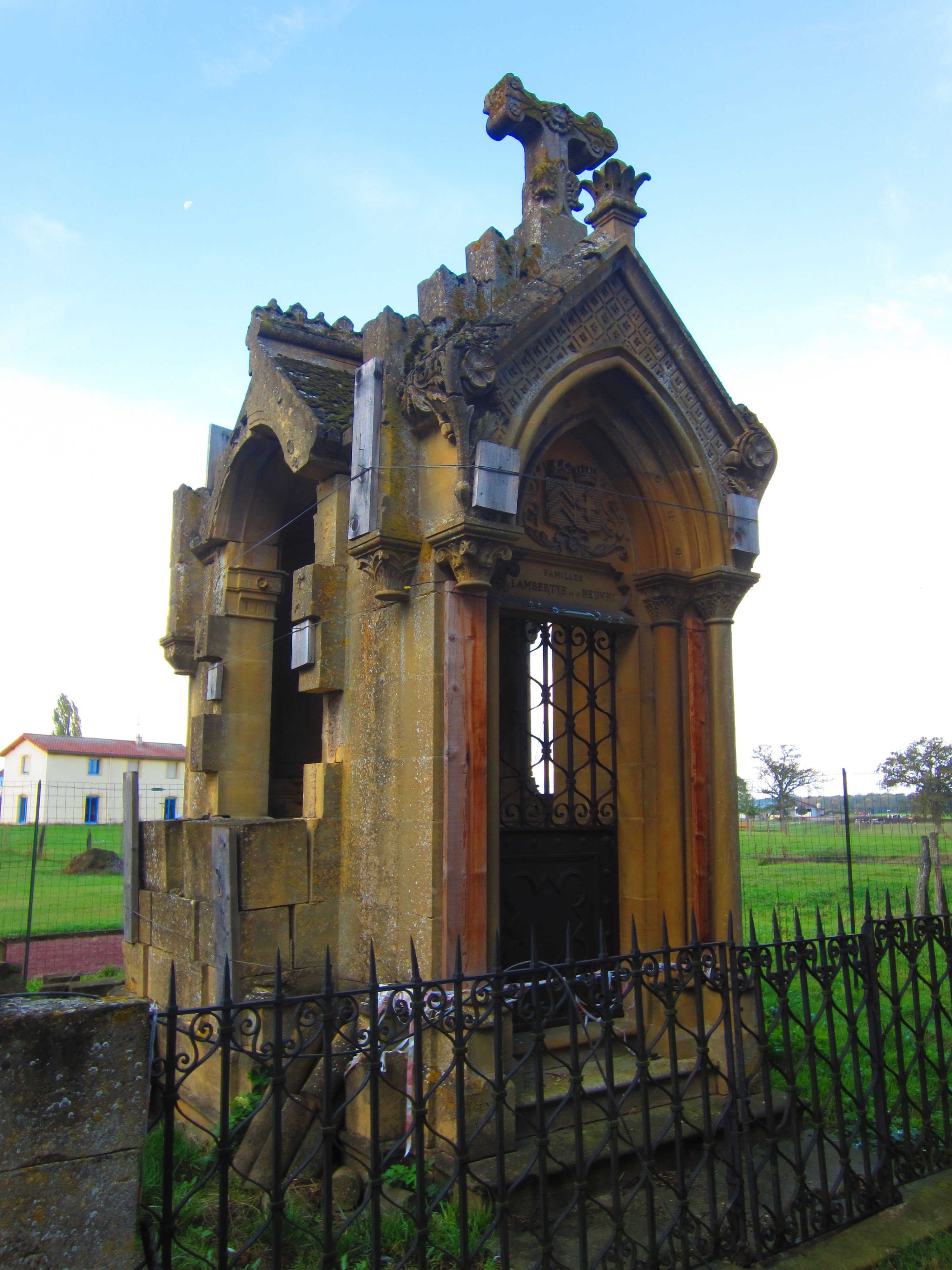
Chapelle sépulcrale à Hadonville-lès-Lachaussée.
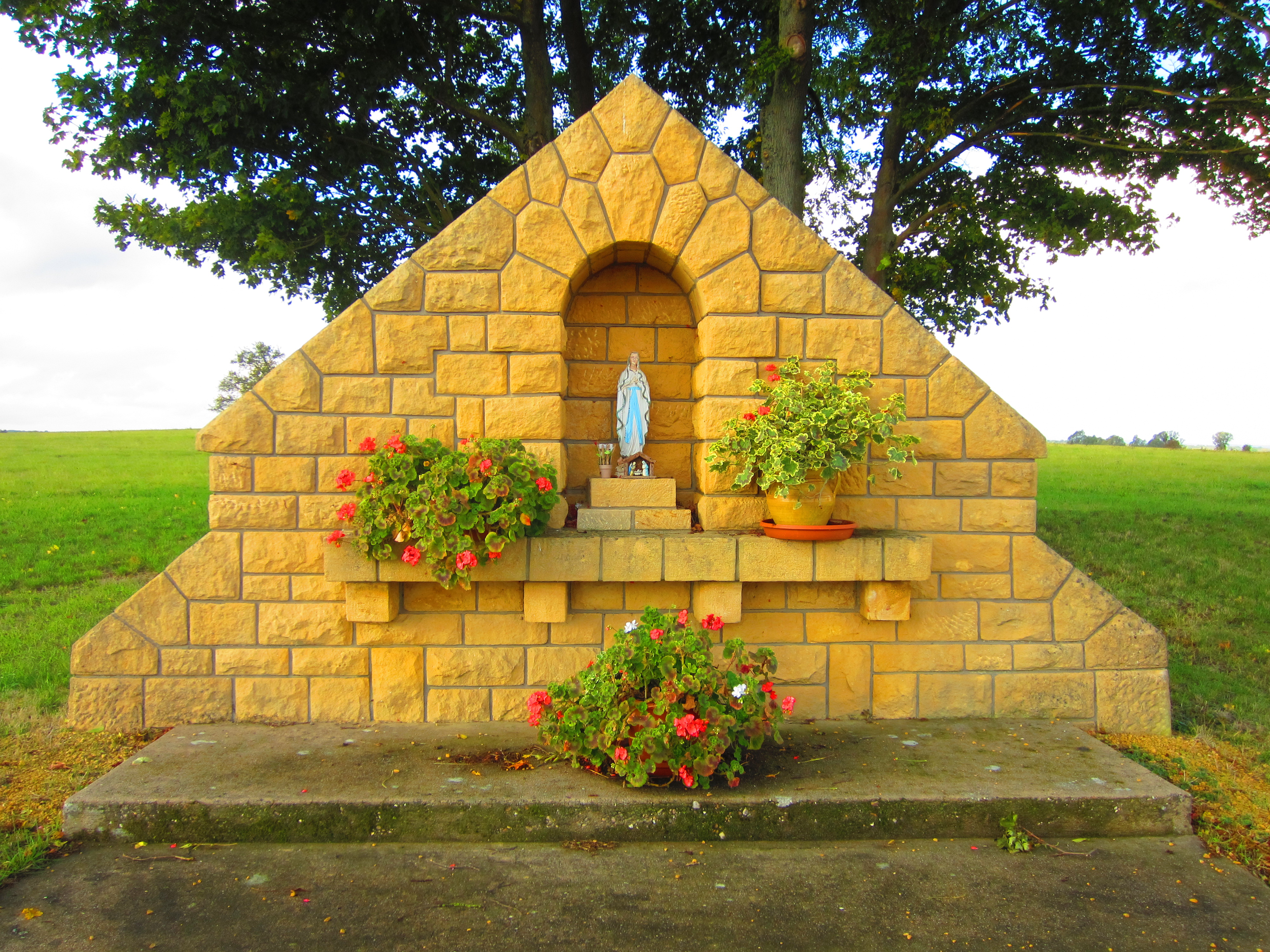
Oratoire à la Vierge Marie à Hadonville-lès-Lachaussée.

### Patrimoine bâti
- un calvaire à l'intersection de la route vers Haumont-lès-Lachaussée et de la route vers Hagéville ou Dampvitoux.
- un calvaire à l'intersection de la route vers Hadonville et de la route vers Xonville.
- un puits-pilori à proximité de l'église.
- un lavoir au bord du ruisseau formé par les eaux du déversoir de l'étang.
- un pont franchissant ce ruisseau et portant la route vers Haumont.
- un pont sur l'Yron et portant la route vers Xonville.
- la poncette.

### Étang de Lachaussée

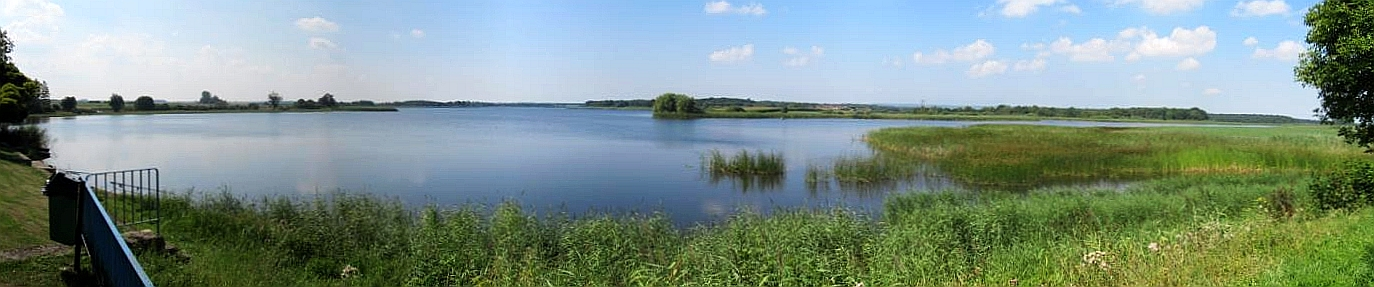
L'étang de Lachaussée.

L'étang de Lachaussée a été créé en 1273 par le comte Thiébaut II de Bar à partir de marais. Il a ensuite été transformé en production piscicole par les moines de l'abbaye cistercienne de Saint-Benoît-en-Woëvre. Cet étang de 360 hectares est alimenté par ruissellement. Il a appartenu à la famille de Wangen jusqu'en 1978, date de donation par Christian de Wangen de Gerolsdeck (1900-1983). Les De Wangen sont une vieille famille de la région ; elle compte en son sein notamment un conseiller du duc de Bar. Elle est titulaire du château des Harts à Chambley-Bussières, construit de 1897 à 1900.
L'étang fait l'objet chaque année d'une pêche au filet vers début novembre. Par tradition, le baron De Wangen recourait aux villageois pour tirer les filets, puis pour procéder à la vente du poisson.
L'étang est actuellement géré par l'Association des paralysés de France. Des activités de restauration, hébergement et vente de produits locaux se font au Domaine du Vieux Moulin.
Compte tenu de sa grande richesse en habitats et en espèces (avifaune, batraciens, flore locale rare), l'étang est :
- un site inscrit à l'inventaire national, par arrêté ministériel de 1981, comme Étang de Lachaussée et abords[41] ;
- un site Ramsar depuis le 8 avril 1992 ;
- un site Natura 2000 depuis 1995 ;
- une réserve naturelle régionale, la réserve naturelle régionale de Lachaussée depuis 2009.

### Personnalités liées à la commune
- Thibaut II de Bar, fondateur.
- François Macquard (1738-1801), général des armées de la République, y est né.
- Johann Baptist Keune, conservateur allemand, veillant à ce que l'église, en tant qu'œuvre d'art, ne soit pas détruite vers 1914-1917.

### Héraldique
| Blason de Lachaussée | Blason  | D'azur aux deux bars adossés d'or, accompagnés de quatre croisettes recroisetées aux pieds fichés du même, côtoyés à dextre et à senestre de deux tours d'argent, chacune sur un tertre de sinople. |
| Blason de Lachaussée | Détails | * Il y a là non-respect de la règle de contrariété des couleurs : ces armes sont fautives (sinople sur azur). Cet écu parsemé de croix recroisetées avec ses deux tours adossées des barbeaux ducaux est celui de la châtellenie barroise tenue successivement par Lachaussée puis Thiaucourt. D'azur à trois losanges d'or, au chef cousu de sable chargé d'un lion passant d'argent. blason historique figurant dans l'armorial de Constant LAPAIX 1877 et utilisé par la commune. |